# ジョージ・ボイル (第6代グラスゴー伯爵)
第6代グラスゴー伯爵ジョージ・フレデリック・ボイル（英語: George Frederick Boyle, 6th Earl of Glasgow、1825年10月9日 – 1890年4月23日）は、イギリスの政治家、スコットランド貴族。オックスフォード運動を支持して、その思想を広めるためにスコットランドで聖堂を建てた。政治家としては庶民院議員（1865年2月 – 7月）、選挙名簿管理長官（1879年 – 1890年）を歴任した。

## 生涯
第4代グラスゴー伯爵ジョージ・ボイルと2人目の妻ジュリア（Julia、旧姓シンクレア（Sinclair）、1796年6月16日 – 1868年2月19日、初代準男爵サー・ジョン・シンクレアの娘）の息子として、1825年10月9日にエディンバラで生まれた。1844年5月31日にオックスフォード大学クライスト・チャーチに入学、1847年にB.A.の学位を、1852年にM.A.の学位を修得した。
1847年2月に第5代ダファリン＝クランボイ男爵フレデリック・ブラックウッド（後の初代ダファリン＝エヴァ侯爵）とともにオックスフォードからジャガイモ飢饉の最中のアイルランドに向かい、ダブリンとコーク県スキバリーンに滞在したのち、3月にそのときの見聞に関する著作を出版した。
1847年1月23日にコルネット（陸軍少尉）としてエアシャー・ヨーマンリー騎兵隊に入隊、1850年10月23日に中尉に昇進した後、1852年8月に引退した。
1854年12月26日、ビュートシャー副統監に任命された。
1865年2月16日、ビュートシャー選挙区の補欠選挙で保守党候補として205票を得て、自由党候補のジェームズ・ラモント（190票）を破って当選したが、同年の総選挙では192票対203票でラモントに敗れた。
1869年3月11日に異母兄ジェームズが死去すると、グラスゴー伯爵位を継承した。
1879年2月21日に選挙名簿管理長官に任命され、1890年に死去するまで務めた。
1883年時点でエアシャーに25,613エーカーの、ファイフシャーに5,625エーカーの、レンフルーシャーに4,579エーカーの、ビュートシャーに1,833エーカーの、ダンバートンシャーに175エーカーの領地（合計で年収34,588ポンド相当）を所有していた。
1890年4月23日にエディンバラのパーマストン・プレース32号（32 Palmerston Place）で死去、30日にミルポートの諸島聖堂に埋葬された。グラスゴー伯爵位は親族のデイヴィッド・ボイル（第2代グラスゴー伯爵ジョン・ボイルの次男パトリック（1798年没）の曽孫）が継承、従属爵位のロス男爵位は廃絶した。

## 宗教
在学中よりオックスフォード運動を支持し、以降生涯にわたってスコットランドでオックスフォード運動の思想であるトラクト主義（Tractarianism）を広めた。1847年に第18代フォーブス卿ウォルター・フォーブスとともにパースでセント・ニニアン聖堂を建て、1849年にはグレート・カンブレー島で諸島聖堂（Cathedral of The Isles）を建てた。
イングランド国教会とローマ・カトリック教会の再統合を支持して、1863年に『ユニオン・レビュー』誌（Union Review）に出資するほどだったが、宗教への多額の出費に地価の下落も相まって、1885年に破産を宣告された。

## 家族
1856年4月29日、モンタギュー・アバークロンビー（Montagu Abercromby、1835年8月11日 – 1931年4月22日、第3代アバークロンビー男爵ジョージ・ラルフ・アバークロンビーの娘）と結婚、2女をもうけた。
- ガートルード・ジュリア・ジョージナ（Gertrude Julia Georgina、1861年11月15日 エディンバラ[2] – 1950年12月12日） - 1880年12月2日、トマス・ホレイショ・アーサー・アーネスト・コクラン閣下（英語版）（1951年1月17日没、第11代ダンドナルド伯爵トマス・コクラン（英語版）の三男、のちの初代コクラン男爵）、子供あり[12]
- ミュリエル・ルイーザ・ダイアナ（Muriel Louisa Diana、1872年/1873年11月18日 エディンバラ[2] – 1915年4月3日） - 生涯未婚[12]